# ファイナル・ドラゴン
『ファイナル・ドラゴン』（原題:「風、雨、雙流星」、英題:The Killer Meteors）は、1977年に香港で製作された映画である。ロー・ウェイ監督、ジミー・ウォング主演。

## 概要
ブレイク前のジャッキー・チェンがロー・ウェイの元で出演した作品。原作は古龍の『七殺手』で、古龍が脚本も担当している。ジャッキーの主演作『レッド・ドラゴン/新・怒りの鉄拳』と『少林寺木人拳』がヒットしなかったため、当時香港で大スターだったジミー・ウォングを主演に迎え製作された。当初はジミー・ウォング主演作として扱われていたが、ジャッキーがブレイクしてからは"ジャッキー主演作"として扱われるようになった。
この作品から、ジャッキーは二重まぶたになっている（前作品の『少林寺木人拳』では一重まぶた）。これは、ロー・ウェイから「俳優として華がない」と指摘され整形したためである。
台湾では1977年5月12日に劇場公開された。香港では1976年12月31日に公開されたという説があるが真偽不明である。ジャッキー自身は「この作品が作られたのは1976年だが、本格的にリリースされたのは2年後だった。永遠に公開されなかったら良かったのに！」と述べている。
日本では劇場未公開で、『キラー・ドラゴン/流星拳』の邦題でビデオリリースされ、ビデオ再発売時に『ファイナル・ドラゴン』に改題された。過去にテレビでも未放送で、日本語吹替が製作されておらず吹替が存在していなかったが、パラマウントが新録吹替を製作し、2013年発売のDVDソフトからは収録されている。

## あらすじ
「奪命流星」という必殺技を持つ侠客の梅星河（ジミー・ウォング）。だが、これまでこの天下無敵の技を使ったのは二度だけ。彼は人殺しを好まず、弱きを助け、悪者を改心させながら放浪の旅を続けていた。そんなある日、彼は「天魔剣」でその武勲を世に轟かせる花無病（ジャッキー・チェン）に会いに行くことに。思いがけなく病に臥せっていた花無病は、自身に毒を盛った妻から解毒剤を奪い、ついでに彼女を殺してほしいと梅星河に依頼する。それを引き受けることにした梅星河は、花無病の妻が強力な拳法の使い手、四天王に解毒剤を守らせているという花雨洞を目指す。途中、梅星河は花無病の妻の手下の一人、鳳凰という女性と知り合う。梅星河は四天王の中の三人を喧嘩にかこつけて倒し、残る一人を捕えて道案内をさせ、花雨洞の中に入る。妻と称する女性がいたものの不審の念を抱いた梅星河は手を下さず、やがて彼女は死ぬ。旧知の盗賊達の力を借りて解毒剤を奪取するが、それを飲んだ花無病は死んでしまう。長年身元を隠していたが梅星河の正体は警察の捜査官で、宮廷で発生した宝物強奪事件の犯人を追っていた。宝物強奪事件には上官の風七公も関わっており、のちに主犯の花無病と対立。風七公の娘はスパイとして梅星河の恋人と花無病の愛人の二股をかけていた。花無病と妻の死は偽装で、早とちりした風七公は再び動き始めて馬脚を現し、梅星河に倒される。風七公の娘は改心した鳳凰に殺され、花無病は梅星河との一騎討ちにより殺された。

## キャスト
| 役名           | 俳優               | 日本語版   |
| -------------- | ------------------ | ---------- |
| 梅星河（メイ） | ジミー・ウォング   | 池田秀一   |
| 花無病（ホウ） | ジャッキー・チェン | 石丸博也   |
| 鳳凰           | ラン・イーリー     | 玉川砂記子 |
| 月児           | ジュエ・リンロン   | 櫻井智     |
| 柳青衣         | マオ・チー         | 堀内賢雄   |
| 七太爺         | トン・リン         | 樋浦勉     |

- 日本語版 - BD新録版 ※BD、日本語吹替収録版DVD収録（104分）

## スタッフ
- 監督/製作：ロー・ウェイ
- 脚本：古龍
- 武術指導：ジャッキー・チェン、陳信一
- 出演：ジミー・ウォング、ジャッキー・チェン、シュエ・ハン

## 音楽
劇中内で他作品から流用されている音楽一覧。※順不同
| 曲名                   | アーティスト | サウンドトラック | 制作年 |
| ---------------------- | ------------ | ---------------- | ------ |
| 祭神                   | 蘇振波箏藝團 | -                | -      |
| The Last Port Of Call  | leroy holmes | King Kong        | 1975   |
| Main Title             | leroy holmes | King Kong        | 1975   |
| Jungle Dance           | leroy holmes | King Kong        | 1975   |
| The Cave And The Snake | leroy holmes | King Kong        | 1975   |